# Detekování falešných online zpráv
S rozvojem internetu a nástupu webu 2.0, pro který jsou typické sociální sítě a možnosti interakcí uživatelů internetu, započalo šíření falešných zpráv. Ve společnosti je snaha detekovat falešné online zprávy, jelikož ty mohou mít negativní dopad na jedince i na společnost. Dopady jsou dvojí, falešné zprávy mohou přehltit pravdivé informace, za druhé mohou způsobit důvěru v informace, které jsou falešné či nějak zaujaté, což je cílem propagandy.

## Typy falešných zpráv
Claire Wardle z projektu First Draft News rozděluje falešné zprávy na sedm typů zavádějících zpráv. Jsou seřazeny od nejmenší po největší snahu oklamat příjemce sdělení.
1. satira či parodie (bez intence poškodit)
2. falešná korelace (titulky, obrázky a další neodpovídají obsahu)
3. zavádějící informace (použití informace k rámování osoby či události)
4. lživý kontext u skutečné informace
5. když je zdroj informací vydáván za pravdivý
6. předložení pravdivých informací, které jsou ale upraveny tak, aby sloužily k oklamání
7. zcela vymyšlená informace

Ve falešných zprávách můžeme analyzovat data lingvistická či audiovizuální.

## Zkoumání falešných zpráv

### Lingvistický přístup
- reprezentace dat
- psycholingvistické vlastnosti
- čitelnost/srozumitelnost
- diskurz
- deep syntax
- sémantická analýza

### Nelingvistické přístupy
- visuální obsah
- přístup založený na propojených datech (linked data approach)
- analýza sentimentu
- analýza uživatelů (followerů, diskutujících)
- analýza příspěvku a reakcí na něj
- analýza šíření příspěvku skrze sociální sítě